# Guerre de libération (1989-1990)
Pour les articles homonymes, voir Guerre de libération.
Guerre du Liban
La Guerre de libération (arabe : حرب التحرير) représente un sous-conflit majeur dans le cadre de la phase finale de la guerre civile libanaise (1975-1990). Ce conflit particulier se déroule entre 1989 et 1990 et se caractérise par une lutte pour le contrôle de l'État libanais entre trois factions opposées, soutenues respectivement par la Syrie et des acteurs politiques libanais.
Ce sous-conflit est caractérisé par une lutte entre ce qui reste d'une armée libanaise fidèle au général Michel Aoun - chrétien nommé premier ministre par le président sortant Amine Gemayel et dont le siège est à Beyrouth-Est -, les forces libanaises - une milice chrétienne basée à Beyrouth-Ouest, résistant aussi à la présence syrienne, mais qui s'était rallié aux accords de Taëf -, ainsi que l’armée libanaise fidèle au président Elias Hraoui et au Premier ministre Selim Hoss, soutenus par la Syrie - qui avait pris ses quartiers à Beyrouth-Ouest - et qui ont été désignés à la suite de l'accord de Taëf de 1989. Cet accord visait à rétablir un équilibre politique entre les différentes communautés confessionnelles libanaises et à mettre fin aux hostilités. 
Aoun, fermement opposé à l'influence syrienne au Liban, refuse de reconnaître l'accord de Taëf, qui entérine la présence syrienne sur le territoire libanais. Il lance alors plusieurs offensives contre les Forces libanaises - dans un conflit fratricide qui divise la communauté chrétienne du pays - pour tenter de contrôler totalement Beyrouth-Est et d’imposer son autorité sur l'ensemble du Liban. 
La situation atteint son paroxysme le 13 octobre 1990, lorsque l'armée syrienne, appuyée par des milices pro-syriennes et des troupes libanaises fidèles à l'accord de Taëf, lance une offensive violente contre les bastions du général Aoun. Le palais présidentiel de Baabda, situé au sud-est de Beyrouth, ainsi que d’autres positions stratégiques occupées par les troupes d’Aoun, sont prises d'assaut et bombardés. 
Cet assaut précipite la chute des dernières résistances à l'influence syrienne au Liban. Après avoir perdu ses principaux bastions, Aoun est contraint de se s'exfiltrer à l'ambassade de France à Beyrouth avant de s'exiler en France. Cette défaite met un terme à la guerre de libération et marque la fin effective de la guerre civile libanaise.
La chute du général Aoun met fin à la phase la plus intense du conflit libanais et ouvre la voie à une domination politique et militaire syrienne au Liban, qui durera jusqu'en 2005. Avec la fin de la résistance d'Aoun, et de l'arrêt de sa lutte fratricide, la réconciliation nationale devient plus complexe, la communauté chrétienne est divisée et les tensions entre les différentes factions confessionnelles et politiques sont accentués.

## Arrière-plan
La guerre civile libanaise a commencé en 1975 et, en 1976, la Syrie a commencé à occuper certaines parties du Liban. En 1989, diverses factions libanaises ont signé l'accord de Taëf pour tenter de mettre fin à la guerre civile, mais Michel Aoun s'est opposé à l'accord, car il ne prévoyait pas de date limite pour le retrait des troupes syriennes.
À Beyrouth-Est, le gouvernement provisoire d'Aoun était composé de lui-même (Premier ministre), du colonel Issam Abou Jamra (grec orthodoxe) et du général de brigade Edgar Maalouf (grec catholique). Le décret du président Gemayel, signé 15 minutes avant l'expiration de son mandat, le 22 septembre 1988, incluait également trois ministres musulmans (sunnite, chiite, druze), mais tous trois rejetèrent les postes et démissionnèrent immédiatement. Malgré cela, Aoun a insisté sur le fait qu’il était le Premier ministre légal.
À Beyrouth-Ouest, le gouvernement de Hrawi était constitué d'un cabinet divisé à parts égales entre chrétiens et musulmans, avec Selim Hoss comme Premier ministre. Le commandant en chef de l'armée, le général Émile Lahoud , avait été nommé le 28 novembre 1989. En mars 1990, le cabinet a choisi le général Elie Hayek comme commandant de la région du Mont-Liban.
Les Forces Libanaises (FL) - dirigées par Samir Geagea - avaient leur quartier général à La Quarantaine (directement à la frontière d'Achrafieh à l'est) et contrôlaient Beyrouth-Est, la côte du Metn et Baabda. Ils détenaient des districts entiers (cazas) de Keserwan, Jbeil, Batroun, Koura, Bcharri et une partie de Zgharta.

## Commencement des hostilités
Le 15 février 1989, le général Aoun lance une offensive, avec les brigades de l’armée libanaise qui lui sont fidèles (dont 30 % de sunnites) contre les positions des Forces libanaises (FL) de Geagea autour de Beyrouth-Est, une ville chrétienne. À l'époque, on estimait que l'armée d'Aoun s'élevait à 16 000 hommes, contre 10 000 pour les FL, les deux camps étaient équipés de chars et d'artillerie lourde. Neuf jours plus tard, le 24 février, avec soixante-dix personnes tuées et l'intervention du Patriarcat maronite, les FL ont accepté de céder à Aoun le contrôle du cinquième bassin du port de Beyrouth avec ses recettes fiscales estimées à 300 000 dollars par mois. Soleimane Frangié, au nord, a également rendu le contrôle du port de Ras Salaata dans le district de Batroun. Le mois suivant, Aoun a lancé un blocus contre les ports maritimes non réglementés au sud de Beyrouth, à Jieh et Khalde. Le 8 mars 1989, les patrouilleurs d'Aoun ont intercepté un bateau se dirigeant vers le port contrôlé par le Parti socialiste progressiste à Jieh. Cela a déclenché une série de barrages d'artillerie aveugles, Amal bombardant le port de Beyrouth-Est et le port de Jouneh, et les brigades militaires d'Aoun bombardant le souk El Gharb. Le 12 mars, Aoun a ordonné la fermeture de l'aéroport international de Beyrouth et, deux jours plus tard, a lancé un bombardement d'une heure sur l'ouest de Beyrouth, qui a tué 40 civils.
À la fin du mois, Aoun a annoncé un cessez-le-feu, la question des ports gérés par les milices n'étant pas résolue. La région a connu les pires violences depuis trois ans, avec plus de 90 personnes tuées et plusieurs centaines de blessés.
Le 1er avril 1990, le gouvernement libanais a nommé le général de brigade Elie Hayek avec pour mission de ramener sous son contrôle le territoire appartenant aux Forces libanaises. Cela faisait partie de l'accord entre Geagea et Hrawi, qui stipulait que le gouvernement contrôlerait les deux tiers des zones chrétiennes en échange de ne pas nuire à la milice des Forces Libanaises pendant la période actuelle.
Cela faisait partie de l'accord entre Geagea et Hraoui, qui stipulait que le gouvernement contrôlerait les deux tiers des zones chrétiennes en échange de ne pas nuire à la milice des Forces Libanaises pendant la période actuelle. En mai, les Forces libanaises avaient pris le contrôle de la bande côtière allant de Jounieh à Beyrouth, coupant ainsi l'approvisionnement du gouvernement d'Aoun. De plus, Geagea a reçu Al-Hayek dans une caserne des forces à Jounieh, en signe de sa volonté de coopérer avec le gouvernement, et donc au mépris du rejet par Aoun d’une alliance entre eux.
Après des mois d'escarmouches, l'armée syrienne et les milices alliées, notamment le Parti socialiste progressiste et le Mouvement Amal, ont envahi le siège du gouvernement à Beyrouth-Est dirigé par Aoun, qui avait survécu à une tentative d'assassinat la veille. Le 11 octobre, Hraoui a demandé une intervention militaire décisive de la Syrie pour mettre fin à la « rébellion » de Michel Aoun. La nuit suivante, les forces syriennes ont resserré l'étau autour des zones chrétiennes, déployant des chars et des véhicules blindés dans les banlieues chiites et autour de Souk al-Gharb, au sud de Baabda. Pour la première fois depuis la bataille de la vallée de la Bekaa en 1982, l’armée de l’air syrienne pénètre dans l’espace aérien libanais, dans le but de bombarder les bastions de Michel Aoun. Sept avions Sukhoi Su-24 de fabrication soviétique ont été utilisés uniquement pour cette opération. Par ailleurs, le président syrien Hafez al-Assad a reçu le feu vert de la communauté internationale, en échange de sa participation à la Seconde Guerre du Golfe avec environ 10 000 soldats et 200 chars.
Les zones aounistes ont été rapidement envahies et, même si la confrontation principale était clairement militaire, les attaquants se sont ensuite tournés dans de nombreux cas vers le pillage, et les soldats de l'armée syrienne ont sommairement exécuté des centaines de soldats alors qu'ils consolidaient leur emprise sur la capitale.

## Conséquences
L'attaque contre le gouvernement Aoun a marqué la fin de la guerre civile libanaise. La Syrie sort victorieuse et dominera la vie politique du pays pendant les 15 années suivantes, sous les auspices de l'accord de Taëf.
Le 16 octobre 1990, les milices de Beyrouth ont commencé à démanteler la Ligne verte et, le 13 novembre, elles ont achevé leur retrait de Beyrouth, avant la date limite du 19 novembre prévue par l'accord de Taëf.